# Fran Miranda
Francisco Javier 'Fran' Miranda Mera (nacido el 27 de marzo de 1988 en Badajoz, Extremadura) es un futbolista español que juega en el CD Badajoz como centrocampista. Es hijo del también exfutbolista Paco Mirada.

## Clubes
| Club                   | País   | Temporada |
| ---------------------- | ------ | --------- |
| AD Cerro de Reyes      | España | 2005-07   |
| Mérida UD              | España | 2007-08   |
| AD Cerro de Reyes      | España | 2009-10   |
| CP Cacereño            | España | 2010-11   |
| CD Alcoyano            | España | 2011-12   |
| RCD Espanyol B         | España | 2012-13   |
| UD Melilla             | España | 2013-14   |
| Real Jaén              | España | 2014-15   |
| CD Alcoyano            | España | 2015-17   |
| Extremadura UD         | España | 2017-18   |
| Hércules CF            | España | 2018-19   |
| Gimnàstic de Tarragona | España | 2019-20   |
| CD Alcoyano            | España | 2021-22   |
| UCAM Murcia            | España | 2023-24   |
| CF Gandia              | España | 2023-24   |
| C. D. Badajoz          | España | 2024-act. |